# Ignacy Kurzeniecki
Ignacy Kurzeniecki herbu Bogoria odmienna – kasztelan witebski od 1793 roku, sędzia grodzki piński w latach 1772–1780, podstarości w latach 1779–1782, konsyliarz Rady Nieustającej, rotmistrz  2. Brygady Kawalerii Narodowej Wielkiego Księstwa Litewskiego od 26 lutego 1787 do 13 maja 1790.
Syn Józefa Stanisława Kurzenieckiego.  Był elektorem Stanisława Augusta Poniatowskiego Wielokrotny poseł na sejmu. Członek konfederacji 1773 roku. Jako poseł piński na Sejm Rozbiorowy 1773-1775 był członkiem opozycji. Konsyliarz  konfederacji Andrzeja Mokronowskiego w 1776 roku. Poseł na sejm 1780 roku z powiatu pińskiego.
Był członkiem konfederacji targowickiej. W 1797 roku był delegatem na koronacje cesarza Pawła I. 
W  1786 roku został kawalerem Orderu Świętego Stanisława. 